# Лукоянов, Николай Юрьевич
Никола́й Ю́рьевич Лукоя́нов (род. 31 июля 1969 года, Свердловск) — российский математик, специалист в области качественной теории дифференциальных уравнений и математической теории управления, академик РАН (2022).

## Биография
Родился 31 июля 1969 года.
В 1992 году окончил математико-механический факультет УрГУ. В 1996 году защитил кандидатскую диссертацию «Задача конфликтного управления с наследственной информацией».
В 2004 году защитил докторскую диссертацию, тема: «Функциональные уравнения типа Гамильтона-Якоби и задачи управления с наследственной информацией».
С 1995 года работает в Институте математики и механики имени Н. Н. Красовского УрО РАН, где прошёл путь от научного сотрудника до директора института (с мая 2015 года).
В январе 2016 года присвоено почётное учёное звание профессора РАН.
В июне 2022 года избран академиком РАН по Отделению математических наук.

## Научная деятельность
Н. Ю. Лукоянов — специалист в области качественной теории дифференциальных уравнений и математической теории управления. Автор монографии и более 60 научных статей.
Основные направления исследований — формализация, обоснование и развитие принципов и конструкций динамического программирования для задач управления движением наследственных динамических систем, включая задачи управления в условиях помех или противодействия. Для указанного круга задач были найдены работоспособные условия оптимальности; разработаны эффективные методы управления по принципу обратной связи с памятью; выполнен анализ возможности программной реализации этих методов на супервычислителях; в качестве приложения к задачам динамической оптимизации наследственных систем построена теория обобщённых, минимаксных и вязкостных, решений неупреждающих функциональных уравнений Гамильтона–Якоби.
Помимо научной работы, Н. Ю. Лукоянов преподаёт на кафедре вычислительной математики Уральского государственного университета, где читает общий курс дифференциальных уравнений. Под его руководством защищено две кандидатские диссертации.
Член редакционного совета журнала «Труды института математики и механики УрО РАН».